# ۲۲ گاوران
۲۲ گاوران یک ستاره است که در صورت فلکی گاوران قرار دارد.